# Petja (moško ime)
Petja je moško osebno ime.

## Izvor imena
Ime Petja je različica imena Peter. Ima ruske korenine in je pomanjševalnica imena Peter.

## Pogostost imena
Po podatkih Statističnega urada Republike Slovenije je bilo na dan 31. decembra 2007 v Sloveniji število moških oseb z imenom Petja: 48. Med vsemi moškimi imeni pa je ime Petja po pogostosti uporabe uvrščeno na 842. mesto.

## Osebni praznik
V koledarju je ime Petja skupaj z imenom Peter.